# 蒜茸鉗

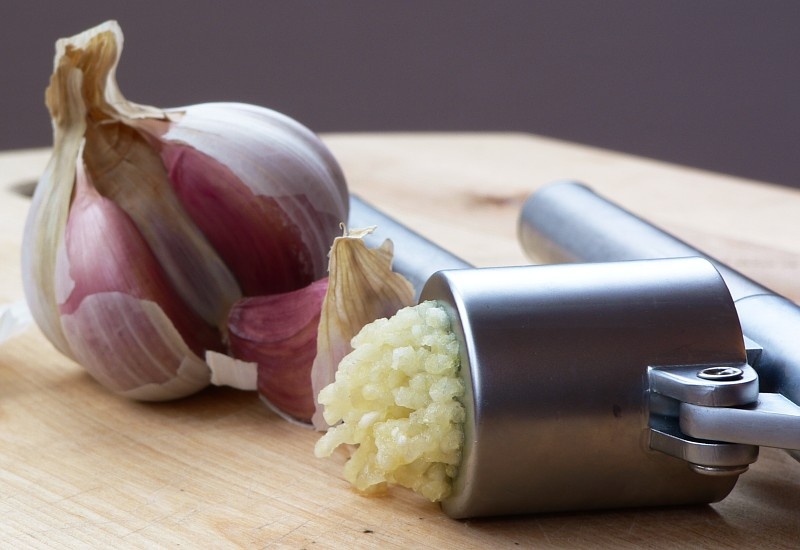
使用蒜茸鉗將大蒜壓碎

蒜茸鉗是一種烹調工具，設計目的為快速壓碎大蒜，製作蒜茸。蒜茸鉗藉由一個活塞將大蒜壓入一系列的小洞，當大蒜通過小洞後就變成泥狀，可以作為調味料或用以製作醬汁。大多數的蒜茸鉗還附有一系列的棒狀物，可以簡單的將洞中清理乾淨。 
蒜茸鉗還有一些用途，例如壓碎其他的小東西(包括橄欖、剌山柑、魚肉及辣椒等)，或是用來榨出少量的汁液(例如：洋蔥)用以調味。

## 評語
一般認為，以蒜茸鉗壓碎的蒜茸與以其他方式壓碎的蒜茸有著不同的風味。這是由於在使用蒜茸鉗壓碎大蒜時，有較多的細胞壁破裂，釋放出較多造成大蒜強烈風味的化合物。有一些主廚偏好使用蒜茸鉗，它們認為以蒜茸鉗壓碎的蒜茸風味較佳。天然食物主廚Renée Underkoffler說 ：
|  | 一個品質精良的蒜茸鉗能夠將大蒜處理的「乾乾淨淨」。以蒜茸鉗壓碎的蒜茸有著比以菜刀壓碎的蒜茸更纖細的口味，因為以菜刀壓碎的蒜茸包括了較苦的芯。 |

另一方面，一些主廚認為，使用蒜茸鉗壓碎的蒜茸比起以其他方式壓碎的蒜茸（例如以菜刀壓碎）來說，風味較差。例如，知名主廚安東尼·波登說蒜茸鉗「令人討厭」（abominations），並且建議大眾：
|  | 別把它［大蒜］放進蒜茸鉗中。我不知道從蒜茸鉗裡擠出來的是什麼垃圾，但是那鐵定不是大蒜。 |

英國的食譜作家伊莉莎白·大衛寫過一篇文章，標題是「蒜茸鉗毫無用處」（Garlic Presses are Utterly Useless）

## 註腳
1. ↑  Underkoffler, Renée. . Avery. 2004. ISBN 978-1-58333-171-2. p. 179.
2. ↑  Bourdain, Anthony. . HarperCollins. 2001. ISBN 978-0-06-093491-0. p. 81.
3. ↑  David, Elizabeth. . Viking. 2000. ISBN 978-0-670-03033-0. p. 51.